# Pancreatectomía

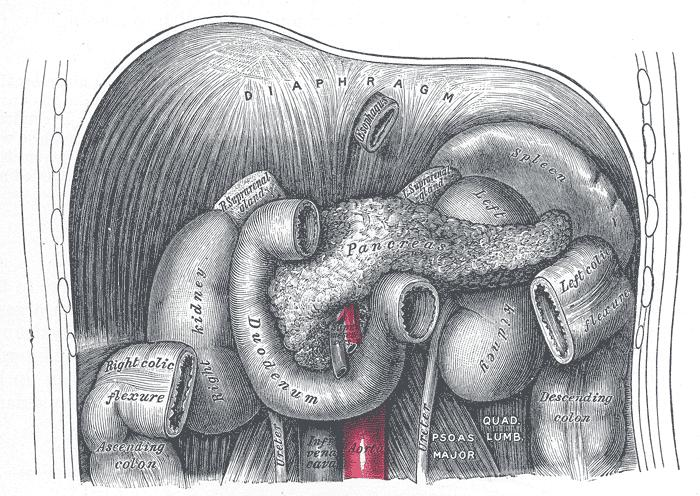
Páncreas (en el centro) y sus relaciones anatómicas. Es fundamental para esta operación, la relación estrecha con el duodeno

En medicina, se denomina pancreatectomía a una intervención quirúrgica en la que se extirpa el páncreas, bien de forma parcial (pancreatectomía parcial) o total (pancreatectomía total). Puede realizarse mediante cirugía abierta o con laparoscopia. Esta intervención está indicada en el tratamiento de ciertas enfermedades graves del páncreas, por ejemplo cáncer de páncreas, determinados tipos de pancreatitis crónica y traumatismos graves del páncreas.

## Tipos
- Total.
  - Pancreatectomía total.
- Parcial.
  - Pancreatectomía cefálica.
  - Pancreatectomía medial.
  - Pancreatectomía caudal.
  - Pancreatectomía corporocaudal.
  - Duodenopancreatectomía, también llamada procedimiento de Whipple o cirugía con la técnica de Whipple. Está técnica fue descrita inicialmente por el cirujano italiano Alessandro Codivilla en 1898, el médico alemán Walther Kausch publicó un procedimiento mejorado en 1912, y en 1935 fue perfeccionada por el cirujano norteamericano Allen Whipple.